# The Shrubs
The Shrubs est un groupe de rock indépendant britannique, originaire de Watford, en Angleterre. Le groupe est formé par un membre de Stump, Nick Hobbs, qui après la séparation de The Shrubs en 1988 a formé les groupes Mecca, puis Infidel. Le style musical de The Shrubs est comme pour l'ensemble du label Ron Johnson Records difficile à définir. Il est l'un des cinq groupes du label à figurer sur la célèbre compilation C86, avec le titre Bullfighters Bones.

## Biographie
Le futur chanteur des Shrubs, Nick Hobbs, a managé Henry Cow et après sa vie à Stockholm pendant un an, de joint au groupe suédois Kraeldjursanstalten. À la séparation de ce groupe, il décide d'emménager à Londres et cherche un nouveau groupe. Après être parti de Stump car « trop sérieux », Hobbs forme son propre groupe, inspiré de Captain Beefheart, Pere Ubu, The Fall, et The Ex, initialement appelé The Kevin Staples Band, mais change rapidement de nom pour The Shrubs avant la sortie de Full Steam Into the Brainstorm, un EP six pistes, en juillet 1986 au label Ron Johnson. Le bassiste Phil Roberts part peu après pour rejoindre Marc Riley aux Creepers, pour être remplacé par Steve Brockway, qui lui sera remplacé par Mark Grebby, ex-bassiste de Splat!. Shrubs contribue Bullfighters Bones à la compilation C86 du magazine NME.
Un autre EP, Blackmailer, suit à la fin de l'année, lui-même suivi par leur premier album Take Me Aside for a Midnight Harangue en juillet 1987. Avec la chute du label Ron Johnson label et du réseau de distribution The Cartel, plusieurs exemplaires de Harangue sont incinérés, malgré la frustration de Hobbs. Shrubs signe avec le label Public Domain, situé à Hertfordshire, pour un album studio/12", Another Age, et un second et dernier album, Vessels of the Heart, en 1988, après lequel le groupe se sépare. Hobbs formera Mecca, qui tournera avec Nitzer Ebb puis Infidel, avec le guitariste de Pere Ubu, Keith Moliné, et l'ancien batteur de Nico, Graham Dowdall (a.k.a. Dids).
Ils comptent deux sessions pour John Peel de la BBC Radio 1, la première étant enregistrée en juin 1986 et la seconde en août 1987.

## Discographie

### Albums studio
- 1987 : Take Me Aside for a Midnight Harangue (Ron Johnson Records)
- 1988 : Vessels of the Heart (Public Domain)

### Singles
- 1986 : Full Steam Into the Brainstorm (Ron Johnson Records)
- 1986 : Blackmailer (Ron Johnson Records)

### Compilations
- The First After Epiphany (Ron Johnson Records)